# 山辺村 (新潟県)
山辺村（やまのべむら）は、かつて新潟県北魚沼郡にあった村。

## 沿革
- 1889年（明治22年）4月1日 - 町村制施行に伴い北魚沼郡山本村、谷内村、西中村、片貝村、池ケ原村、池中新田、塩殿村が合併し、山辺村が発足。
- 1942年（昭和17年）4月1日 - 北魚沼郡小千谷町に編入され消滅。